# Beyssenac
Beyssenac (okzitanisch Baissenac) ist eine französische Gemeinde im Département Corrèze in der Region Nouvelle-Aquitaine. Die Einwohner nennen sich Beyssenacois, Mehrzahl Beyssenacoises.

## Geografie
Tulle, die Präfektur des Départements, liegt ungefähr 55 Kilometer südöstlich, Brive-la-Gaillarde etwa 45 Kilometer leicht südöstlich und Saint-Yrieix-la-Perche rund 20 Kilometer nordwestlich. Das Gemeindegebiet liegt am westlichen Rand des Zentralmassivs und wird im Nordosten von der Auvézère, einem Nebenfluss der Isle, begrenzt.

### Nachbargemeinden
Nachbargemeinden von Beyssenac sind Ségur-le-Château und Saint-Julien-le-Vendômois im Norden, Arnac-Pompadour im Osten, Concèze im Südosten, Saint-Cyr-les-Champagnes im Süden sowie Payzac im Westen.

### Verkehr
Die Anschlussstelle 44 zur Autoroute A20 liegt etwa 28 Kilometer nordöstlich.

## Geschichte

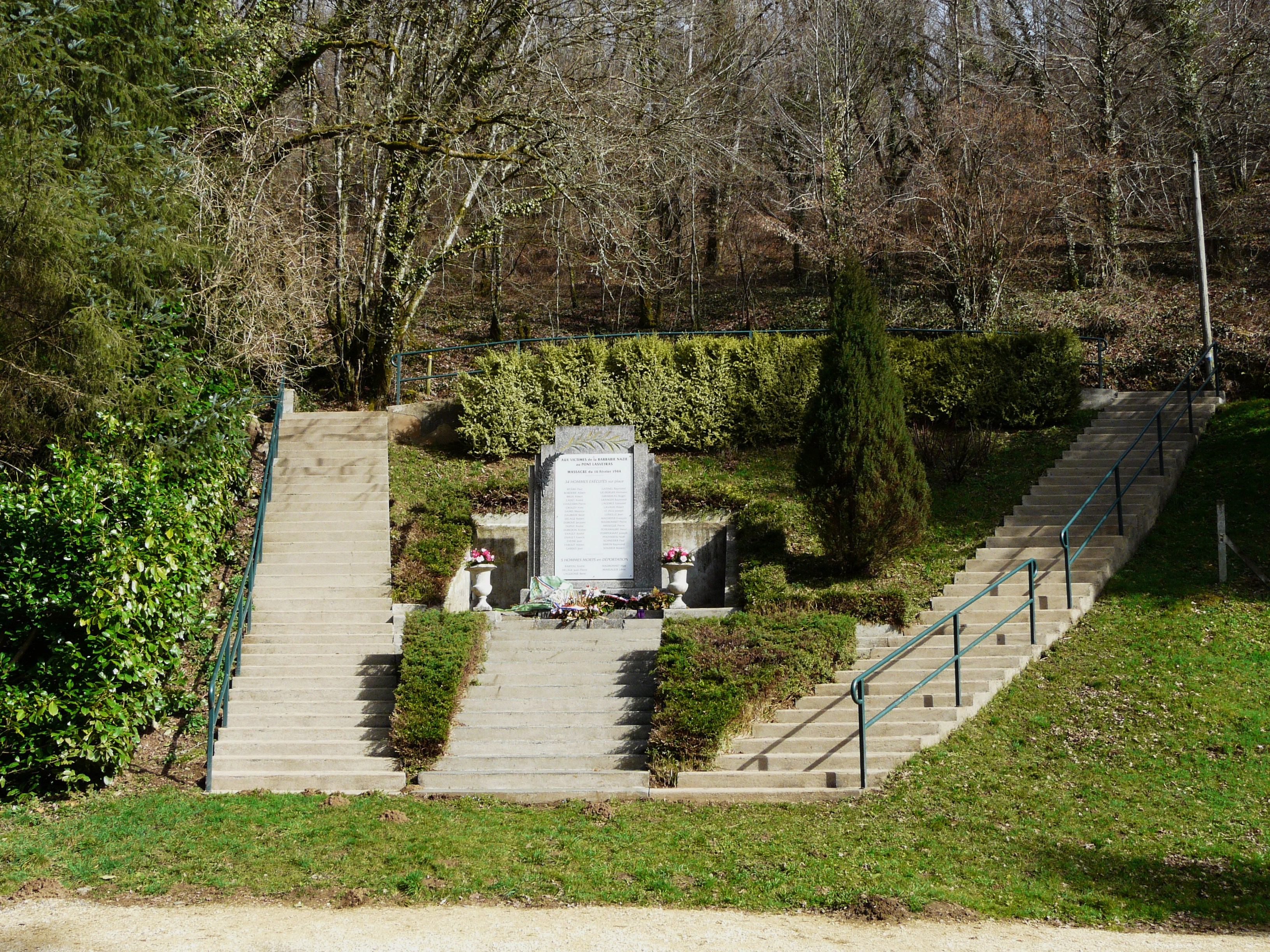
Gedenkstätte für die Ermordeten des 16. Februars 1944

Am 16. Februar 1944 wurde in Beyssenac eine Gruppe von Maquisards durch zwei Kompanien der deutschen Wehrmacht ermordet.

### Wappen
Beschreibung: In Silber drei blaue Balken; im blauen Schildhaupt drei goldene Lilien.

### Bevölkerungsentwicklung
| Jahr      | 1962 | 1968 | 1975 | 1982 | 1990 | 1999 | 2009 | 2018 |
| Einwohner | 553  | 505  | 451  | 405  | 382  | 343  | 365  | 363  |